# Aeternum vale
Aeternum vale è una locuzione latina, usata come esclamazione, che significa «Addio!», «Addio per sempre!». È formula di commiato definitivo, analoga a Supremum vale ed equivalente al saluto catulliano Ave atque vale.
L'espressione non è realmente usata nel linguaggio corrente, e può ricorrere solo in citazione dotte e allusive, a volte scherzose.
Il significato strettamente letterale è «Stai bene eternamente!»: vale è la seconda persona del modo imperativo del verbo VALḔRE («stare bene, essere in salute»); aeternum è l'aggettivo aeternus, usato all'accusativo neutro come avverbio.

## Fonti
La fonte più nota è Virgilio (Eneide, libro XI, versi 97-98): salve aeternum mihi, maxime Palla, / aeternum vale («salve in eterno, o magnanimo Pallante, e addio in eterno»). È l'accorato saluto che Enea rivolge alle spoglie del giovane Pallante, ucciso da Turno.